# めかりパーキングエリア

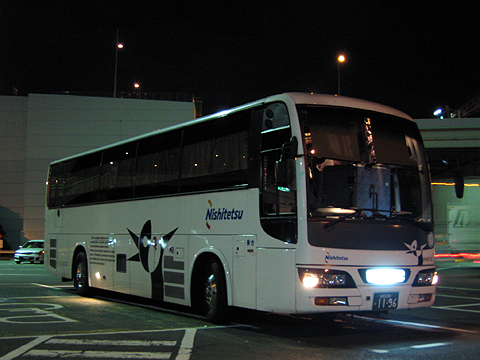
夜のめかりパーキングエリアで休憩する西鉄バス車両

めかりパーキングエリアは、福岡県北九州市門司区門司の関門橋（関門自動車道）上にあるパーキングエリア。上り線（下関方面）にのみ設置されている。

## 概要
エリア名の「めかり」とは、付近一帯の地名である和布刈を平仮名表記したもの。和布刈公園の一角に位置し、関門橋や、対岸の下関市や壇ノ浦を展望できる位置にある。8月中旬に開催される関門海峡花火大会が行われる際は混雑を避けるため、満車になり次第入口が閉鎖される。また、花火大会が開催される時は盆休みの帰省ラッシュも重なるため、関門橋および関門トンネルは渋滞に陥りやすい。
対岸の下関側に位置する壇之浦PAとともに、日本のサービスエリア (SA)・パーキングエリアとして初めて車椅子用トイレが設置されたエリアである。壇之浦PAと同様、当PAもサービスエリア並みの設備を保有するが、ガソリンスタンドはこの先の中国自動車道王司PAまでない。最寄りのガソリンスタンドは、九州自動車道古賀SA・東九州自動車道今川PAである。
レストラン・売店はオープン時からロイヤル（現・ロイヤルホールディングス）が手がけているが、これは同社初の高速道路施設への出店事例である（現在は子会社のロイヤルコントラクトサービスが運営）。

## 構造
九州最北端の高速道路トンネルである和布刈トンネルを抜けてすぐのところにあり、関門橋のアンカーブロックの南側（上り線側）でオフランプとオンランプがループ状につながって、パーキングエリアの駐車スペースを囲むような構造になっている。展望スペースやレストラン等の建物はオンランプの外側にあるため、オンランプをまたぐ横断歩道橋が設けられている。門司港ICとはオンランプを共用しており、門司港ICから当PAを利用することはできない。
和布刈公園に繋がる階段が設置されており、公園からアクセスすることが可能である。階段の公園側には駐車場が設けられている。
エリアの真下を平成筑豊鉄道門司港レトロ観光線（北九州銀行レトロライン）のトンネルが通過している。

## 道路
- E2A 関門橋（関門自動車道）

## 施設

### 上り線（山口方面）
2021年（令和3年）8月27日にリニューアルオープンした。同年10月22日には新トイレ棟と展望デッキがオープン。
- 駐車場
  - 大型 17台
  - 小型 40台
  - 身障者用 2台
- トイレ
  - 男性 大 8器・小 9器
  - 女性 24器
  - 身障者用 2器
- ショッピングコーナー（ロイヤルコントラクトサービス、24時間）
- フードコート（ロイヤルコントラクトサービス、24時間）
- 宅配サービス
- 自動販売機
- 携帯電話充電器（24時間）
- インフォメーション・FAXサービス（平日9:00 - 18:00、土日祝日9:00 - 19:00）
- 郵便ポスト（門司郵便局）
- 宝くじコーナー（9:00 - 17:00）
- 電気自動車用急速充電器（24時間）要事前登録

## 隣
E2A 関門橋
(37) 下関IC - 壇之浦PA（下り線のみ） - (38) 門司港IC/ めかりPA（上り線のみ） - (1) 門司IC